# Kasernierte Volkspolizei
La Kasernierte Volkspolizei (KVP) è stato il corpo precursore dell'Esercito Popolare Nazionale (NVA) nella Germania orientale. Il suo quartier generale originario era in località Adlershof a Berlino e dal 1954 a Strausberg nell'attuale Brandeburgo. Ha cessato di esistere dopo il 1956, essendo stata trasformata nel NVA, ma è spesso confusa con le successive unità paramilitari di polizia, la Volkspolizei-Bereitschaft.
Nell'ottobre 1948 l'amministrazione militare sovietica in Germania costituì la Polizia di allerta (Bereitschaftspolizei), una forza di unità armata ospitata in caserme e addestrata in maniera militare. La forza consisteva di quaranta unità con 100-250 uomini ciascuna, ciascuna subordinata alle autorità provinciali. Molti degli ufficiali e degli uomini di truppa furono reclutati tra i prigionieri di guerra tedeschi detenuti nell'Unione Sovietica.
Nel novembre 1948 l'amministrazione interna tedesca (Deutschen Verwaltung des Innern, DVdI) prese la responsabilità della forza (e delle truppe di confine) e le incluse nella sezione Hauptabteilung Grenzpolizei und Bereitschaften (HA GP / B). La sezione è stata rinominata Verwaltung für Schulung (VfS) il 25 agosto 1949, Hauptverwaltung für Ausbildung (HVA) il 15 ottobre 1949 e Kasernierte Volkspolizei (KVP) il 1º giugno 1952.
Oltre alle truppe di terra HVA e KVP erano incluse anche un braccio navale e aereo separato. Nel dicembre 1952 la forza della KVP arrivò a 90.250 uomini. Il Partito di Unità Socialista e le autorità militari sovietiche esercitarono un rigido controllo ideologico sulla forza.
Il 1º marzo 1956 le unità KVP furono trasformate nell'esercito di nuova costituzione della Germania dell'Est, la NVA, e trasferite al Ministero della Difesa Nazionale. Poco dopo il Ministero degli Interni ha di nuovo formato una propria forza paramilitare, la Volkspolizei-Bereitschaften, armata come fanteria motorizzata, con armi anticarro e così via, ma impiegata principalmente nella sicurezza interna e nei compiti di ordine pubblico.